# David Favia
David Favia (Ancona, 12 gennaio 1957) è un politico italiano, deputato alla Camera nella XVI legislatura della Repubblica Italiana.

## Biografia
Nato ad Ancona il 12 gennaio 1957, sposato con Maria Grazia (vicequestore aggiunto e questore) e padre di tre figlie, è un avvocato cassazionista e revisore contabile, che ha assolto il servizio di leva nell'Arma dei Carabinieri, è stato presidente del collegio dei revisori della provincia di Ancona, iscritto all'ordine dei giornalisti dal 1981.
È stato coordinatore provinciale di Ancona di Forza Italia, responsabile regionale degli enti locali delle Marche e capogruppo di Forza Italia al consiglio comunale di Ancona.
Alle elezioni regionali nelle Marche del 2000 si candida al consiglio regionale delle Marche a sostegno di Maurizio Bertucci, senza risultare eletto.
Nel 2004 passa all'UDEUR di Clemente Mastella, con cui alle elezioni regionali marchigiane del 2005 si ricandida, in appoggio Gian Mario Spacca, venendo eletto nella circoscrizione di Ancona con 1.060 preferenze nel consiglio regionale delle Marche, dove ricopre l'incarico di vicepresidente del Consiglio.
Nel 2008 passa all'Italia dei Valori (IdV) di Antonio Di Pietro, con cui alle elezioni politiche di quellìanno viene candidato alla Camera dei deputati nella circoscrizione Marche, venendo eletto deputato. Nella XVI legislatura della Repubblica è stato segretario della 12ª Commissione Trasporti, poste e telecomunicazioni, capogruppo per l'IdV nella 1ª Commissione Affari costituzionali e componente della Giunta per il Regolamento.
A inizio 2013 abbandona l'Italia dei Valori, non apprezzando la scelta del suo presidente Di Pietro di correre alle elezioni politiche di quell'anno rinunciando al simbolo, per sostenere la lista elettorale Rivoluzione Civile dell'ex procuratore di Palermo Antonio Ingroia, seguendo così il collega Massimo Donadi che dà vita a Centro Democratico insieme a Bruno Tabacci, con cui si ricandida alla Camera tra le sue liste, ma non risulta eletto. Nello stesso anno si candida a sindaco di Ancona alle elezioni amministrative del 26 maggio, venendo sostenuto da Centro Democratico, ma che alla tornata elettorale raccoglie l'1,17% dei voti, non accedendo al ballottaggio e senza neanche eleggere nessun consigliere comunale.